# Флумері
Флумері (італ. Flumeri) — муніципалітет в Італії, у регіоні Кампанія, провінція Авелліно.
Флумері розташоване на відстані близько 240 км на схід від Рима, 85 км на схід від Неаполя, 36 км на північний схід від Авелліно.
Населення — 2950 осіб (2014).
Щорічний фестиваль відбувається 6 грудня. Покровитель — святий Миколай.

## Демографія
Населення за роками:

Станом на 1 січня 2023 року в муніципалітеті офіційно проживало 56 іноземців з 17 країн, серед них 24 громадяни країн Євросоюзу та 6 громадян України.

## Сусідні муніципалітети
- Аріано-Ірпіно
- Кастель-Баронія
- Фридженто
- Гроттамінарда
- Сан-Нікола-Баронія
- Сан-Соссіо-Баронія
- Стурно
- Вілланова-дель-Баттіста
- Цунголі